# Bhudewi

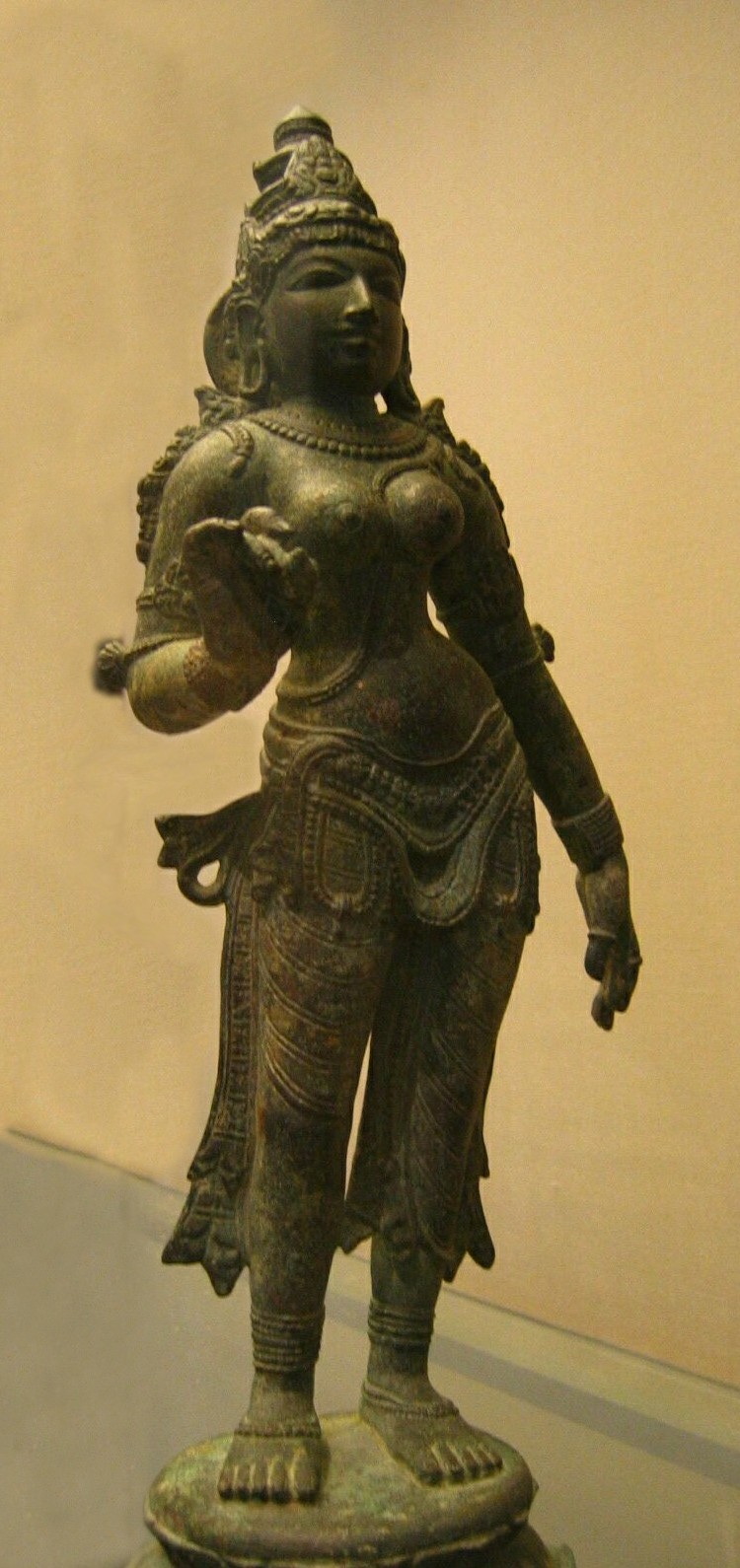
Bhudewi

Bhudewi, Bhumi-Dewi – hinduska bogini ziemi, w mitologii indyjskiej małżonka Wisznu w jego inkarnacji jako Waraha (dzik). Jej synem jest demon Narakasura, zabity przez Krysznę, które to zdarzenie jest świętowane podczas Diwali. Jest również matką Sity, która po urodzeniu została znaleziona w bruździe świezo zaoranej ziemi. Obok Śridewi, Bhudewi jest uważana za jedną z dwóch form bogini Lakszmi, w jej aspekcie płodności.

## Ikonografia
Bhudewi jest często przedstawiana jako siedząca na kwadratowej platformie, spoczywającej na czterech słoniach, co ma symbolizować cztery strony świata. Gdy jest przedstawiona z czterema rękami, trzyma w nich owoc granatu, naczynie z wodą, jedną miseczkę z ziołami leczniczymi a drugą z jarzynami. W wersji z dwoma rękami, w prawej dłoni trzyma niebieski lotos nocny (komud), natomiast lewa ręka jest ułożona w formie abhajamudra (gest nieustraszoności).